# Jimmy Savile
Sir James Wilson Vincent Savile OBE KCSG (31 de outubro de 1926–29 de outubro de 2011) foi uma personalidade da mídia, DJ e criminoso sexual inglês. Ele apresentou os programas da BBC Top of the Pops e Jim'll Fix It. Durante sua vida, Savile era bem conhecido no Reino Unido por sua imagem excêntrica e trabalho de caridade. Após a sua morte, centenas de alegações de abuso sexual feitas contra ele foram investigadas, levando a polícia a concluir que ele tinha sido um criminoso sexual e possivelmente um dos mais prolíficos da Grã-Bretanha. Houve alegações durante sua vida, mas elas foram rejeitadas e os acusadores foram ignorados ou desacreditados. Savile tomou medidas legais contra alguns acusadores.
Quando adolescente, durante a Segunda Guerra Mundial, Savile trabalhou em minas de carvão como Bevin Boy e teria sofrido lesões na coluna. Ele começou uma carreira tocando discos e, mais tarde, gerenciando salões de dança. Aos 20 anos, ele era um lutador profissional. Sua carreira na mídia começou como disc jockey na Rádio Luxemburgo em 1958 e na Tyne Tees Television em 1960. De 1964 a 1988, Savile foi apresentador regular do programa musical da BBC Top of the Pops, co-apresentando também a última edição em 2006. Em 1986, começou a apresentar seus próprios programas de rádio pela Rádio 1, transmitindo até 1987. De 1975 a 1994, ele apresentou Jim'll Fix It, um programa de televisão no início da noite de sábado que fazia com que os desejos dos telespectadores, principalmente crianças, se tornassem realidade.
Durante sua vida, Savile era conhecido por arrecadar fundos e apoiar diversas instituições de caridade e hospitais, em particular o Stoke Mandeville Hospital em Aylesbury, o Leeds General Infirmary e o Broadmoor Hospital em Berkshire. Em 2009, ele foi descrito pelo The Guardian como um "filantropo prodigioso" e foi homenageado por seu trabalho de caridade. Ele foi premiado com a Ordem do Império Britânico em 1971 e foi nomeado cavaleiro em 1990. Savile foi elogiado em obituários por suas qualidades pessoais e seu trabalho, arrecadando cerca de £40 milhões para instituições de caridade.
Savile morreu de pneumonia em 29 de outubro de 2011, aos 84 anos. Em outubro de 2012, um ano após sua morte, um documentário da ITV examinou alegações de abuso sexual por parte de Savile. Isto levou a uma ampla cobertura mediática e a um conjunto substancial e em rápido crescimento de depoimentos de testemunhas e alegações de abuso sexual, incluindo acusações contra organismos públicos por encobrimento ou incumprimento do dever. A Scotland Yard lançou A Operação Yewtree, uma investigação criminal sobre alegações de abuso sexual infantil cometido por Savile ao longo de seis décadas, descrevendo-o como um "agressor sexual predatório", e mais tarde declarou que estava perseguindo mais de 400 linhas de investigação com base no testemunho de 300 vítimas potenciais através de 14 forças policiais. O escândalo resultou em inquéritos ou análises na BBC, no NHS, no Crown Prosecution Service e no Departamento de Saúde. Em junho de 2014, as investigações sobre as atividades de Savile em 28 hospitais do NHS, incluindo o Leeds General Infirmary e o hospital psiquiátrico Broadmoor, concluíram que ele havia agredido sexualmente funcionários e pacientes com idades entre 5 e 75 anos ao longo de várias décadas. Como resultado do escândalo, algumas das homenagens que Savile recebeu durante sua carreira foram revogadas postumamente e episódios do Top of the Pops apresentados por Savile não são mais repetidos. O escândalo também foi apresentado na série de documentários da Netflix Jimmy Savile: A British Horror Story (2022) e na série dramática da BBC The Reckoning (2023).

## Biografia
Savile, nascido em Consort Terrace, na área de Burley em Leeds, West Riding of Yorkshire, era o mais novo de sete filhos (seus irmãos mais velhos eram Mary, Marjory, Vincent, John, Joan e Christina) em uma família católica romana. Seus pais eram Vincent Joseph Marie Savile (1886–1953), balconista e agente de seguros de uma casa de apostas, e sua esposa, Agnes Monica Kelly (1886–1972). Sua avó paterna era escocesa, enquanto sua mãe era descendente de irlandeses.
Savile cresceu durante a Grande Depressão e mais tarde afirmou: "Fui forjado no cadinho da necessidade". Ele descreveu seu pai como "escrupulosamente honesto, mas escrupulosamente falido".
A mãe de Savile acreditava que ele devia sua vida à intercessão de Margaret Sinclair, uma freira escocesa, depois que ele se recuperou rapidamente de uma doença, possivelmente pneumonia, aos dois anos de idade, quando sua mãe orou na Catedral de Leeds depois de pegar um panfleto sobre Sinclair. Savile foi para a Escola Católica Romana de St Anne em Leeds. Depois de deixar a escola, aos 14 anos, trabalhou em um escritório. Aos 18 anos, durante a Segunda Guerra Mundial, ele foi recrutado para trabalhar como Bevin Boy e trabalhou em minas de carvão, onde teria sofrido lesões na coluna devido à explosão por uma detonação e passou um longo período se recuperando, usando um espartilho de aço e há três anos caminhando com auxílio de bengalas. Após seu trabalho na mina de carvão, Savile tornou-se negociante de sucata. Savile começou a tocar discos em salões de dança no início dos anos 1940 e afirmou ser o primeiro DJ. De acordo com sua autobiografia, ele foi o primeiro a usar dois toca-discos e um microfone no Grand Records Ball no Guardbridge Hotel em 1947, embora sua afirmação de ter sido o primeiro seja falsa; toca-discos gêmeos foram ilustrados no Manual da BBC em 1929 e anunciados para venda na revista Gramophone em 1931.

Ele se tornou um esportista semi-profissional, competindo na corrida de ciclismo Tour of Britain de 1951 e trabalhando como lutador profissional. Ele disse:
Se você olhar para o atletismo, já fiz mais de 300 corridas de ciclismo profissional, 212 maratonas e 107 lutas profissionais. [Ele anuncia com orgulho que perdeu todas as suas primeiras 35 lutas.] Nenhum lutador queria voltar para casa e dizer que um disc jockey cabeludo o havia derrubado. Então, do início ao fim, consegui uma boa cobertura. Quebrei todos os ossos do meu corpo. eu amei.
Savile morou em Salford de meados da década de 1950 a meados da década de 1960, período posterior com Ray Teret, que se tornou seu DJ suporte, assistente e motorista. Savile administrou o Plaza Ballroom na Oxford Street, no centro da cidade de Manchester, em meados da década de 1950. Quando ele morava em Great Clowes Street, em Higher Broughton, Salford, ele era frequentemente visto sentado nos degraus da porta da frente. Ele administrou o salão de baile Mecca Locarno em Leeds no final dos anos 1950 e início dos anos 1960, bem como o salão de dança Palais, de propriedade da Meca, em Ilford, Essex, entre 1955 e 1956. Suas sessões de dança nas noites de segunda-feira (entrada de um xelim) eram populares entre os adolescentes locais.
Foi enquanto estava em Ilford que Savile foi descoberto por um executivo musical da Decca Records.

## Carreira

### Rádio
A carreira de Savile no rádio começou como DJ na Rádio Luxemburgo de 1958 a 1968. Em 1968, ele apresentava seis programas por semana, e seu programa aos sábados alcançava seis milhões de ouvintes. Em termos de reconhecimento, ele foi um dos principais DJs da Grã-Bretanha no início dos anos 1960.
Em 1968, ingressou na Rádio 1, onde apresentou Savile's Travels, programa semanal transmitido aos domingos no qual viajava pelo Reino Unido conversando com o público. De 1969 a 1973 liderou o Speakeasy, um programa de discussão para adolescentes. Na Rádio 1, ele apresentou o programa de almoço de domingo , Jimmy Savile's Old Record Club, tocando no Top 10 das paradas de anos passados. Foi o primeiro show a apresentar paradas antigas e Savile usou um “sistema de pontos” em um quiz imaginário com o público para adivinhar o nome da música e do artista. Começou em 1973 como The Double Top Ten Show, e terminou em 1987 como The Triple Top Ten Show quando ele deixou a Radio 1 após 19 anos. Ele apresentou The Vintage Chart Show, tocando os dez primeiros de 1957 a 1987, no BBC World Service de março de 1987 até outubro de 1989.
De março de 1989 a agosto de 1997, ele transmitiu em várias estações em todo o Reino Unido (principalmente no formato Gold, como Xtra AM de West Midlands e a rede Classic Gold em Yorkshire), onde reviveu seus programas na Radio 1. Em 1994, o satirista Chris Morris deu um obituário falso na BBC Radio 1, dizendo que Savile havia desmaiado e morrido, o que supostamente atraiu ameaças de ação legal de Savile e forçou um pedido de desculpas de Morris. Nos dias 25 de dezembro de 2005 e 1º de janeiro de 2007 apresentou programas na rede Real Rádio. O programa de Natal de 2005 fez uma contagem regressiva do Top 10 festivo de 10, 20 e 30 anos antes, enquanto o programa de Ano Novo de 2007 (também transmitido pela Century Radio após sua aquisição pela GMG) apresentava Savile contando anedotas de seu passado e tocando associados registros, principalmente da década de 1960 e alguns da década de 1970.

### Televisão
O primeiro papel de Savile na televisão foi como apresentador do programa musical Young at Heart da Tyne Tees Television, que foi ao ar em maio de 1960. Embora o programa fosse transmitido em preto e branco, Savile pintava o cabelo de uma cor diferente a cada semana. No dia de Ano Novo de 1964, ele apresentou a primeira edição do programa de televisão Top of the Pops da BBC, do Dickenson Road Studios, um estúdio de televisão em uma igreja convertida em Rusholme, Manchester. Em 30 de julho de 2006, ele co-apresentou a última edição semanal, terminando-a com as palavras "É o número um, ainda é o Top of the Pops ", antes de desligar as luzes do estúdio após os créditos finais. Quando entrevistado pela BBC em 20 de novembro de 2008 e questionado sobre o renascimento do Top of the Pops para um retorno no Natal, ele disse que gostaria de ter uma "participação especial" no programa.
No início da década de 1960, Savile co-apresentou (com Pete Murray) o show televisionado New Musical Express Poll Winners' Concert, realizado anualmente no Empire Pool em Wembley, com artistas como The Beatles, Cliff Richard e The Shadows, Joe Brown and the Bruvvers, The Who e muitos outros. Em 31 de dezembro de 1969, ele apresentou a coprodução BBC/ZDF Pop Go the Sixties, exibida em toda a Europa Ocidental, celebrando os sucessos da década.
Savile apresentou uma série de filmes de informação pública promovendo a segurança rodoviária, nomeadamente "Clunk Click Every Trip", que promoveu o uso do cinto de segurança, o clunk representando o som da porta e o clique o som do aperto do cinto de segurança. Isso levou ao bate-papo/programa de variedades de sábado à noite de Savile de 1973 na BBC One intitulado Clunk, Click, que em 1974 apresentou as eliminatórias do Reino Unido do Festival Eurovisão da Canção com Olivia Newton-John. Depois de duas séries, Clunk, Click foi substituído por Jim'll Fix It, que apresentou de 1975 a 1994. Savile ganhou um prêmio da National Viewers' and Listeners' Association de Mary Whitehouse em 1977 por seu "entretenimento familiar saudável". Ele liderou uma longa série de anúncios no início dos anos 1980 para o InterCity 125 da British Rail, nos quais declarou "Esta é a era do trem". Savile foi duas vezes tema da série da Thames Television This Is Your Life em janeiro de 1970 com Eamonn Andrews e novamente em dezembro de 1990 com Michael Aspel.
Em entrevista de Anthony Clare para a série de rádio In the Psychiatrist's Chair em 1991, Savile parecia ser "um homem sem sentimentos". “Há algo de assustador neste 'santo' do século 20”, concluiu Clare em 1992 em sua introdução à transcrição publicada desta entrevista. Andrew Neil o entrevistou para a série de TV Is This Your Life? em 1995, onde Savile "usou uma banana para evitar discutir sua vida pessoal". Em 1999, ele apareceu como palestrante no Have I Got News for You.
Em abril de 2000, foi tema de um documentário de Louis Theroux, no When Louis Met... série, na qual Theroux acompanhou celebridades britânicas em suas atividades diárias e as entrevistou sobre suas vidas e experiências. No documentário, Savile confidenciou que costumava espancar as pessoas e trancá-las no porão durante sua carreira como gerente de boate.  Quando Theroux desafiou Savile sobre rumores de pedofilia há mais de uma década, Savile disse: "Vivemos num mundo muito engraçado. E é mais fácil para mim, como homem solteiro, dizer 'Não gosto de crianças', porque isso coloca um monte de tablóides lascivos fora da caça."
Savile visitou a casa do Celebrity Big Brother em 14 e 15 de janeiro de 2006 (na série 4) e "consertou" para que alguns colegas de casa tivessem seus desejos atendidos; Pete Burns recebeu uma mensagem de seu namorado, Michael, e Lynn, sua ex-esposa, enquanto Dennis Rodman trocava a oferta de Savile por um suprimento de cigarros para os outros colegas de casa. Em 2007, Savile voltou à televisão com Jim'll Fix It Strikes Again mostrando alguns dos consertos mais populares, recriando-os com as mesmas pessoas e realizando novos sonhos.

## Caridade

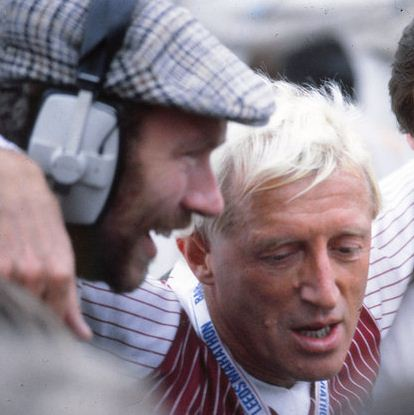
Savile na Maratona de Leeds de 1982

Estima-se que Savile tenha arrecadado £40 milhões para caridade. Uma das causas para a qual arrecadou dinheiro foi o Hospital Stoke Mandeville, onde foi voluntário por muitos anos como porteiro. Ele arrecadou dinheiro para a Unidade Espinhal, NSIC (Centro Nacional de Lesões Espinhais) e St Francis Ward – uma enfermaria para crianças e adolescentes com lesões na medula espinhal, bem como para a Clínica Corretiva Central da Irlanda. Savile também foi voluntário na Leeds General Infirmary e no Broadmoor Hospital. Em agosto de 1988, ele foi nomeado pela ministra júnior da saúde, Edwina Currie presidente de uma força-tarefa interina que supervisionava a gestão do Hospital Broadmoor, após a suspensão dos membros do conselho. Savile tinha seus próprios quartos em Stoke Mandeville e Broadmoor. Em 1989, Savile iniciou um processo judicial contra o News Group Newspapers depois que o News of the World publicou um artigo, em janeiro de 1988, sugerindo que ele estava em posição de garantir a libertação de pacientes de Broadmoor que eram considerados "perigosos". Savile venceu em 11 de julho de 1989; O News Group pagou suas custas judiciais e recebeu um pedido de desculpas dos editores Kelvin MacKenzie e Patsy Chapman. Em 2012, foi relatado que Savile havia abusado sexualmente de pacientes vulneráveis nos hospitais.
De 1974 a 1988, Savile foi o presidente honorário da Phab (Deficientes Físicos na comunidade de Deficientes Físicos). Ele patrocinou estudantes de medicina realizando pesquisas de graduação no esquema de bolsas de estudo da Leeds University Research Enterprise, doando mais de £60.000 todos os anos. Em 2010, o esquema recebeu um compromisso de £500.000 durante os cinco anos seguintes. Após a morte de Savile em outubro de 2011, foi confirmado que um legado havia sido feito para permitir o apoio contínuo ao programa.
Savile participou de maratonas (muitas para Phab, incluindo sua meia-maratona anual em torno do Hyde Park, Londres). Ele também pedalou de Land's End a John o' Groats em 10 dias para o Royal National Lifeboat Institution, e correu na Maratona do Povo Escocês. Foi relatado que ele completou a Maratona de Londres aos 79 anos; rumores de que ele foi conduzido em um veículo líder como "observador" foram negados pelos oficiais da maratona.
Savile criou duas instituições de caridade, o Jimmy Savile Stoke Mandeville Hospital Trust em 1981, e o Jimmy Savile Charitable Trust, com sede em Leeds, em 1984. Durante o escândalo de abuso sexual em outubro de 2012, as instituições de caridade anunciaram que iriam distribuir os seus fundos, de £1,7 milhões e £3,7 milhões, respectivamente, entre outras instituições de caridade e depois fechar. Ele também arrecadou dinheiro para várias instituições de caridade judaicas.

## Imagem pública
Durante sua vida e no momento de sua morte, Savile foi considerado "um adorno excêntrico para a vida pública britânica... um rosto onipresente e distinto na televisão", que "gostava de estar sob os olhos do público" e era "um astuto promotor de sua própria imagem". Ele criou um "yodel bizarro", e bordões que incluíam "Que tal isso, então?", "Agora então, agora então", "Meu Deus", "Como acontece" e "Caras e garotas". Savile era frequentemente ridicularizado por seu estilo de vestir, que geralmente incluía um agasalho ou macacão e joias de ouro. Uma série de fantasias licenciadas foi lançada com seu consentimento em 2009. Savile era frequentemente retratado segurando um charuto. Ele afirmou ter começado a fumar charutos aos sete anos de idade, dizendo: "Meu pai me deu uma tragada em um no Natal, pensando que isso me afastaria deles para sempre, mas teve o efeito oposto".
Savile era membro da Mensa e do Institute of Advanced Motorists e dirigia um Rolls-Royce. Ele foi nomeado membro vitalício do Conselho Cigano Britânico em 1975, tornando-se o primeiro "estranho" a se tornar membro. Em 1984, Savile foi aceito como membro do Athenaeum, um clube de cavalheiros no Pall Mall de Londres, após ser proposto pelo cardeal Basil Hume. Ele foi chefe dos Lochaber Highland Games por muitos anos e possuía uma casa em Glen Coe; sua aparição na edição final do Top of the Pops em 2006 foi pré-gravada em confronto com os jogos.
Através do apoio a instituições de caridade, Savile tornou-se amigo de Margaret Thatcher, que em 1981 descreveu seu trabalho como "maravilhoso". Foi relatado que Savile passou 11 vésperas de Ano Novo consecutivas no Checkers com Thatcher e sua família, embora isso seja contestado pela filha de Thatcher, Carol, e por Lord Bell, um amigo próximo da família Thatcher, que disse que "as pessoas inventam esse lixo". Cartas divulgadas em dezembro de 2012 pelos Arquivos Nacionais sob a regra dos trinta anos confirmam a "estreita amizade" entre Savile e Thatcher. Parte da correspondência foi fortemente editada antes da publicação, usando isenções da Lei de Liberdade de Informação.
Savile conheceu o enttão príncipe Charles por meio de interesses mútuos de caridade. Seu trabalho no Hospital Stoke Mandeville também fez de Savile uma figura adequada a quem o príncipe poderia recorrer "para obter conselhos sobre como lidar com as autoridades de saúde britânicas". Charles conheceu Savile em várias ocasiões. Em 1999, Charles visitou a casa de Savile em Glen Coe para uma refeição privada e supostamente lhe enviou presentes em seu aniversário de 80 anos e uma nota dizendo: "Ninguém jamais saberá o que você fez por este país, Jimmy. Isto é para agradecer de alguma forma. você por isso." Savile também esteve em contato com outros membros da casa real e recebeu telegramas de Diana, Princesa de Gales, e do Príncipe Philip, Duque de Edimburgo, bem como uma carta manuscrita do marido da Princesa Alexandra, Sir Angus Ogilvy, e de um cartão caseiro de Sarah, Duquesa de York. Savile atuou como conselheiro não oficial do príncipe Charles, que em diversas ocasiões procurou seu conselho sobre como a família real deveria interagir com o público e a mídia. Em 1989, Savile escreveu à mão um conjunto não oficial de diretrizes para Charles sobre como os membros da família real e da equipe podem responder a desastres. Carlos mostrou o dossiê ao seu pai, o príncipe Filipe, que repassou o conteúdo a Elizabeth II.
Solteiro ao longo da vida, Savile morava com sua mãe (a quem ele chamava de "Duquesa") e mantinha seu quarto e guarda-roupa exatamente como estavam quando ela morreu. Todos os anos ele mandava lavar as roupas dela a seco. Os relacionamentos pessoais de Savile raramente foram objeto de reportagens ou comentários da mídia durante sua vida. Em sua autobiografia, ele afirmou que teve muitas relações sexuais com mulheres, e que "houve trens e, com desculpas à parada de sucessos, barcos e aviões (sou membro do clube de 40.000 pés) e arbustos e campos, corredores, portas, pisos, cadeiras, montes de escória, mesas e provavelmente tudo, exceto o célebre lustre e a tábua de passar roupa".

## Saúde e Morte

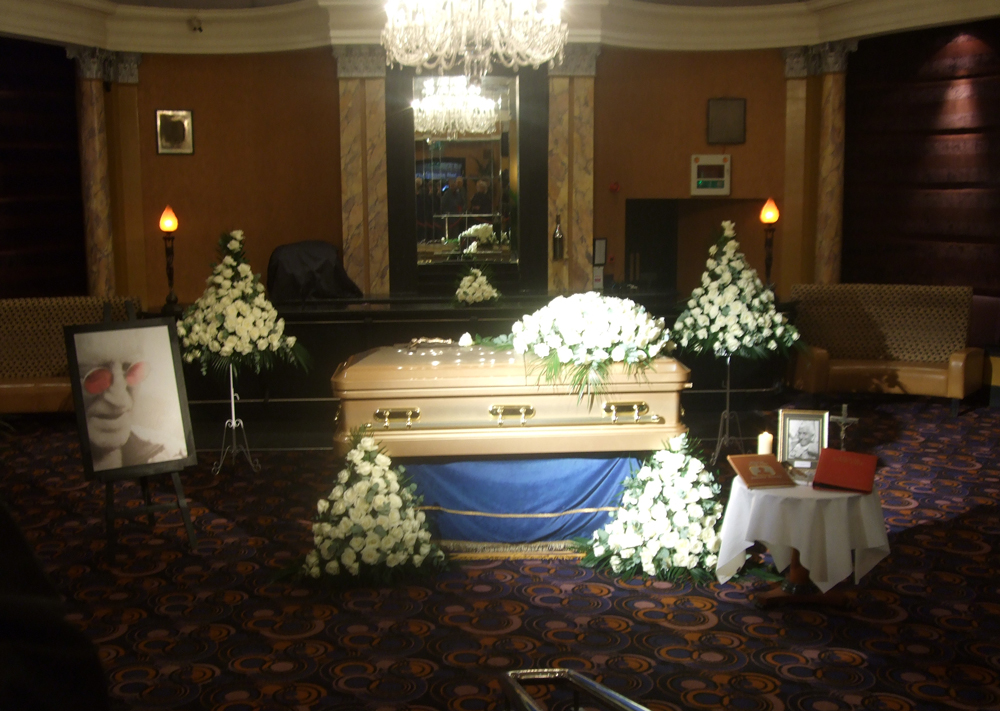
O caixão de Savile em exibição no Queens Hotel em Leeds, 8 de novembro de 2011

Em 9 de agosto de 1997, Savile foi submetido a uma operação quádrupla de ponte de safena de três horas no Killingbeck Hospital em Killingbeck, Leeds, sabendo que precisava da cirurgia há pelo menos quatro anos após fazer check-ups regulares. Ele providenciou um banco em Scarborough, North Yorkshire, para ser dedicado à sua memória, com uma placa dizendo "Jimmy Savile - mas ainda não!"
Em 29 de outubro de 2011, Savile foi encontrado morto em sua cobertura com vista para o Roundhay Park, em Leeds, dois dias antes de seu 85º aniversário. Ele estava no hospital com pneumonia e sua morte não era suspeita.
Seu caixão fechado de ouro acetinado foi exibido no Queens Hotel em Leeds, com o último charuto que fumou e seus dois livros This Is Your Life. Cerca de 4 mil pessoas visitaram o local para prestar homenagem. Seu funeral ocorreu na Catedral Católica Romana de Leeds em 9 de novembro de 2011, e ele foi enterrado no Cemitério Woodlands em Scarborough. Conforme especificado em seu testamento, seu caixão estava inclinado em 45 graus para realizar o seu desejo de "ver o mar". O caixão foi revestido de concreto “como medida de segurança”.
Um leilão dos bens de Savile foi realizado no Royal Armouries Museum, em Leeds, em 30 de julho de 2012, com os lucros destinados a instituições de caridade. Seu Rolls-Royce Corniche conversível prateado foi vendido por £130.000 a um licitante na Internet. A placa do veículo, JS 247, apresentava o comprimento de onda médio original usado pela BBC Radio 1 (247 metros).

## Abuso sexual
Savile frequentemente entrava em contato com suas vítimas por meio de seus projetos criativos para a BBC e de seu trabalho de caridade para o NHS. Uma parte significativa da sua carreira e vida pública envolveu o trabalho com crianças e jovens, incluindo visitas a escolas e enfermarias hospitalares. Ele passou 20 anos, desde 1964, apresentando Top of the Pops, voltado para o público adolescente, e 20 anos sobrepostos apresentando Jim'll Fix It, no qual ajudou a realizar os desejos dos telespectadores, principalmente crianças.

### Alegações durante sua vida
Durante sua vida, duas investigações policiais consideraram relatórios sobre Savile, sendo o primeiro conhecido em 1958, mas nenhum resultou em acusações; cada um dos relatórios concluiu que não havia provas suficientes para quaisquer acusações relacionadas com crimes sexuais. Alegações esporádicas de abuso infantil foram feitas contra ele desde 1963, mas só foram amplamente divulgadas após sua morte. Sua autobiografia As it Happens (1974, reimpressa como Love is an Uphill Thing, 1976) contém admissões de conduta sexual imprópria que parecem ter passado despercebidas durante sua vida.
O ex-vocalista do Sex Pistols and Public Image Ltd, John Lydon, aludiu à conduta sórdida cometida por Savile, bem como à supressão do conhecimento amplamente difundido sobre tal atividade, em uma entrevista de outubro de 1978 gravada para a BBC Radio 1. Lydon declarou: "Eu gostaria de matar Jimmy Savile; acho que ele é um hipócrita. Aposto que ele gosta de todos os tipos de coisas obscenas que todos nós conhecemos, mas sobre as quais não temos permissão para falar. Conheço alguns rumores." Ele acrescentou: “Aposto que nada disso será permitido”. Como previsto, o comentário foi editado pela BBC antes da transmissão, mas a entrevista completa foi incluída como faixa bônus em um relançamento do álbum de estreia da Public Image Ltd em 1978, Public Image: First Issue em 2013, após a morte de Savile. Em outubro de 2014, Lydon expandiu sua citação original, dizendo: "Por morto eu quis dizer prendê-lo e impedi-lo de agredir crianças pequenas... Estou enojado com a mídia fingindo que não estava ciente."
Em 1987, o comediante stand-up escocês Jerry Sadowitz gravou uma performance em Edimburgo na qual afirmava que Savile era um pedófilo. O álbum, Gobshite, foi retirado em meio a temores de ações legais.
Em uma entrevista de 1990 para o The Independent on Sunday, Lynn Barber perguntou a Savile sobre os rumores de que ele gostava de "garotinhas". A resposta de Savile foi que, como ele trabalhava no mundo da música pop, "as jovens em questão não se reúnem ao meu redor por minha causa - é porque conheço as pessoas que elas amam, as estrelas... Não tenho interesse nelas" Em abril de 2000, em um documentário de Louis Theroux, When Louis Met... Jimmy, Savile reconheceu que "pessoas obscenas dos tablóides" levantaram rumores sobre se ele era um pedófilo e disse: "Eu sei que não sou". Um documentário de acompanhamento, Louis Theroux: Savile, sobre a incapacidade de Savile e Theroux de cavar mais profundamente, exibido na BBC Two em 2016.
Em 2007, Savile foi entrevistado sob cautela pela polícia que investigava uma alegação de agressão indecente na década de 1970 na agora fechada Duncroft Approved School for Girls, perto de Staines, Surrey, onde ele era um visitante regular. Em Outubro de 2009, o Crown Prosecution Service informou que não havia provas suficientes para tomar quaisquer medidas adicionais e não foram apresentadas acusações. Em março de 2008, Savile iniciou um processo judicial contra o The Sun, que o havia vinculado em vários artigos ao abuso infantil no orfanato Haut de la Garenne de Jersey. A princípio, negou ter visitado Haut de la Garenne, mas depois admitiu que o tinha feito após a publicação de uma fotografia que o mostrava em casa rodeado de crianças. A Polícia dos Estados de Jersey disse que em 2008 uma alegação de agressão indecente cometida por Savile à casa na década de 1970 foi investigada, mas não havia provas suficientes para prosseguir.
Em uma entrevista de 2009 com seu biógrafo, Savile defendeu os telespectadores de pornografia infantil, incluindo a estrela pop e criminoso sexual condenado Gary Glitter. Ele argumentou que os espectadores "não fizeram nada de errado, mas depois foram demonizados", e descreveu Glitter como uma celebridade sendo injustamente difamada por assistir a "filmes duvidosos" na privacidade de sua casa: "Gary... não tentou vender eles, mostrá-los em público ou algo assim. Foi para sua própria gratificação. Se foi certo ou errado, é claro, depende dele como pessoa. A entrevista não foi publicada na época e a gravação só foi divulgada após a morte de Savile.
Em 2012, Sir Roger Jones, ex-diretor da BBC no País de Gales e presidente da instituição de caridade Children in Need da BBC, revelou que mais de uma década antes da morte de Savile ele havia proibido o "muito estranho" e "assustador" Savile de se envolver na instituição de caridade. O ex-secretário de imprensa da família real, Dickie Arbiter, disse que o comportamento de Savile levantou "preocupação e suspeita" quando Savile atuou como conselheiro matrimonial informal entre o príncipe Charles e a princesa Diana no final dos anos 1980, embora nenhum relatório tenha sido feito. O árbitro acrescentou que durante suas visitas regulares ao escritório de Charles no Palácio de St. James, Savile "fazia a ronda entre as jovens pegando suas mãos e esfregando os lábios até os braços".

### Depois de sua morte
Imediatamente após a morte de Savile, o programa Newsnight da BBC iniciou uma investigação sobre relatos de que ele era um abusador sexual. Meirion Jones e Liz MacKean entrevistaram uma suposta vítima diante das câmeras e outras pessoas concordaram em que suas histórias fossem contadas. Os entrevistados alegaram abuso na Escola Aprovada para Meninas Duncroft em Staines, no Hospital Stoke Mandeville e na BBC. O Newsnight também descobriu que a Polícia de Surrey investigou alegações de abuso contra Savile. O item estava programado para transmissão no Newsnight em 7 de dezembro de 2011, mas foi retirado antes da transmissão; durante o Natal de 2011, a BBC transmitiu duas homenagens a Savile.
Em dezembro de 2012, uma análise liderada por Nick Pollard sobre a forma como a BBC lidou com a questão descreveu a decisão de não transmitir a investigação do Newsnight como "falha". A revisão dizia que Jones e MacKean encontraram “evidências convincentes” de que Savile era um agressor. George Entwistle - na época o Diretor da BBC Vision - que foi informado sobre o plano de transmitir o item do Newsnight, foi descrito pela crítica como "desnecessariamente cauteloso e uma oportunidade foi perdida".
Não houve menção pública à investigação do Newsnight sobre Savile em dezembro de 2011, mas no início de 2012 vários jornais relataram que a BBC havia investigado, mas não transmitido (sua reportagem sobre) alegações de abuso sexual imediatamente após sua morte. O Oldie alegou que houve um encobrimento por parte da BBC.
Em 28 de setembro de 2012, quase um ano após sua morte, a ITV disse que iria transmitir um documentário como parte de sua série Exposure, The Other Side of Jimmy Savile. O documentário, apresentado por Mark Williams-Thomas, consultor da investigação original do Newsnight, revelou alegações de até 10 mulheres, incluindo uma com menos de 14 anos na altura, de que tinham sido molestadas ou violadas por Savile durante as décadas de 1960 e 1970. O anúncio atraiu a atenção nacional e acumularam-se mais denúncias e reclamações de abusos contra ele. O documentário foi transmitido no dia 3 de outubro. No dia seguinte, a Polícia Metropolitana disse que o Comando de Investigação de Abuso Infantil avaliaria as acusações.
O escândalo em desenvolvimento levou a investigações sobre as práticas da BBC e do Serviço Nacional de Saúde. Foi alegado que rumores sobre as atividades de Savile circularam na BBC nas décadas de 1960 e 1970, mas nenhuma ação foi tomada. O Diretor-Geral da BBC, George Entwistle, pediu desculpas pelo ocorrido e, em 16 de outubro de 2012, nomeou a ex-juíza do Tribunal Superior, Dame Janet Smith, para revisar a cultura e as práticas da BBC durante o tempo em que Savile trabalhou lá; e Nick Pollard, um ex-executivo da Sky News, foi nomeado para analisar por que a investigação do Newsnight sobre as atividades de Savile foi abandonada pouco antes da transmissão em dezembro de 2011.
Até 19 de outubro de 2012, a polícia prosseguia 400 linhas de investigação com base no depoimento de 200 testemunhas através de 14 forças policiais em todo o Reino Unido. Descreveram o alegado abuso como “numa escala sem precedentes” e o número de potenciais vítimas como “impressionante”. As investigações com o codinome Operação Yewtree foram abertas para identificar conduta criminosa relacionada às atividades de Savile pela Polícia Metropolitana e para revisar a decisão de 2009 do Crown Prosecution Service de arquivar um processo como "improvável de sucesso". Em 25 de outubro, a polícia informou que o número de possíveis vítimas se aproximava de 300.
Em 22 de outubro de 2012, o programa Panorama da BBC transmitiu uma investigação sobre o Newsnight e encontrou evidências que sugeriam pressão do "gerente sênior"; no mesmo dia, o editor do Newsnight, Peter Rippon, "demitiu-se" com efeito imediato. O Departamento de Saúde nomeou a ex-advogada Kate Lampard para presidir e supervisionar suas investigações sobre as atividades de Savile no Hospital Stoke Mandeville, na Enfermaria Geral de Leeds, no Hospital Broadmoor e em outros hospitais e instalações na Inglaterra.
Em 12 de novembro de 2012, a Polícia Metropolitana anunciou que a escala de alegações sexuais denunciadas contra Savile era "sem precedentes" na Grã-Bretanha: um total de 450 supostas vítimas contactaram a polícia nas dez semanas desde o início da investigação. Os agentes registaram 199 crimes em 17 áreas de força policial nas quais Savile era suspeito, entre eles 31 alegações de violação em sete áreas de força. A análise do relatório mostrou que 82% das pessoas que denunciaram abusos eram mulheres e 80% eram crianças ou jovens no momento dos incidentes. Uma ex-enfermeira de Broadmoor afirmou que Savile havia dito que ele se envolveu em atos necrófilos com cadáveres no necrotério da Enfermaria Geral de Leeds; Dizia-se que Savile era amigo do chefe dos agentes funerários, que lhe deu acesso quase irrestrito.
Exposure Update: The Jimmy Savile Investigation foi exibida na ITV em 21 de novembro de 2012. Em março de 2013, a Inspeção de Polícia de Sua Majestade informou que 214 das queixas feitas contra Savile após a sua morte teriam sido crimes se tivessem sido denunciadas na altura. Dezesseis vítimas relataram ter sido estupradas por Savile quando tinham menos de 16 anos (a idade de consentimento heterossexual na Inglaterra) e quatro delas tinham menos de 10 anos. Outras treze pessoas relataram graves agressões sexuais cometidas por Savile, incluindo quatro que tinham menos de 10 anos de idade. Outras 10 vítimas relataram ter sido estupradas por Savile após os 16 anos
Em janeiro de 2013, um relatório conjunto da NSPCC e da Polícia Metropolitana, Giving Victims a Voice, afirmou que 450 pessoas fizeram queixas contra Savile, o período do alegado abuso estendendo-se de 1955 a 2009 e as idades dos denunciantes na época do agressões variando de 8 a 47. As supostas vítimas incluíam 28 crianças com menos de 10 anos, incluindo 10 meninos de oito anos. Outras 63 eram meninas com idades entre 13 e 16 anos, e quase três quartos das supostas vítimas tinham menos de 18 anos. Foram registados cerca de 214 crimes, tendo sido denunciadas 34 violações em 28 forças policiais.
O ex-lutador profissional Adrian Street descreveu em uma entrevista de novembro de 2013 como "Savile costumava falar sem parar sobre as meninas que esperavam na fila por ele do lado de fora de seu camarim.... Ele escolhia os que queria e dizia aos demais: 'Azar, volte amanhã à noite'." Savile, que cultivava uma imagem de "cara durão" promovida por sua comitiva, foi atingido por golpes reais durante um Luta de 1971 com Street, que comentou que se ele "soubesse toda a extensão do que sei sobre [Savile] agora, eu teria dado a ele uma surra ainda maior - se isso fosse fisicamente possível.
Durante o Inquérito Independente sobre Abuso Sexual Infantil em março de 2019, foi relatado que Robert Armstrong, o chefe do Comitê de Honras, resistiu às tentativas de Margaret Thatcher de conceder a Savile o título de cavaleiro na década de 1980, devido a preocupações com sua vida privada. Uma carta anônima recebida pelo comitê em 1998 dizia que poderiam surgir “relatos de natureza pedofilia” sobre Savile.

Em 2022, o ex-apresentador da BBC Mark Lawson escreveu sobre seus encontros com Savile e ouviu muitos funcionários da BBC – não de alto nível – sobre seu abuso e rumores de necrofilia. Lawson terminou:
a verdadeira história são as suas vítimas e como a BBC, o Departamento de Saúde, o Partido Conservador, a Igreja Católica, as forças policiais, os conselhos locais e a lei de difamação os decepcionaram. ... um monstro para quem o establishment britânico – político, real, de radiodifusão, eclesiástico, médico, de caridade – forneceu um escudo deslumbrante.

### Consequências
Uma biografia autorizada, How's About That Then?, de Alison Bellamy, foi publicado em junho de 2012. Após a publicação das denúncias feitas contra ele, a autora disse que, diante das denúncias, se sentiu "decepcionada e traída" por Savile.
Um mês após o surgimento do escândalo de abuso infantil, muitos lugares e organizações com o nome ou ligados a Savile foram renomeados ou tiveram seu nome removido. Uma placa memorial na parede da antiga casa de Savile em Scarborough foi removida no início de outubro de 2012, depois de ter sido desfigurada com pichações. Uma estátua de madeira de Savile no Scotstoun Leisure Centre em Glasgow também foi removida na mesma época. As placas em uma trilha em Scarborough chamada "Savile's View" foram removidas. Savile's Hall, o centro de conferências do Royal Armouries Museum em Leeds, foi renomeado como New Dock Hall. O Jimmy Savile Charitable Trust e o Jimmy Savile Stoke Mandeville Hospital Trust, duas instituições de caridade registradas fundadas em seu nome para combater "a pobreza, a doença e outros fins de caridade", anunciaram que estavam intimamente ligados ao seu nome para serem sustentáveis e fechariam e distribuiriam seus fundos para outras instituições de caridade, de modo a evitar danos aos beneficiários devido à futura atenção da mídia.
Em 9 de outubro de 2012, parentes disseram que a lápide do túmulo de Savile seria removida, destruída e enviada para aterro. A família Savile manifestou o seu pesar pela “angústia” das vítimas e pelo “respeito [pela] opinião pública”. O corpo de Savile está enterrado no cemitério de Scarborough, embora tenha sido proposto que seja exumado e cremado. Em 28 de outubro, foi relatado que a casa de campo de Savile em Glen Coe havia sido vandalizada com tinta spray e a porta danificada. A casa foi vendida em maio de 2013.
Em 2012, Richard Harrison, um enfermeiro psiquiátrico de longa data no Broadmoor Hospital, disse que Savile há muito era considerado pela equipe como "um homem com um grave transtorno de personalidade e que gosta de crianças". Outra enfermeira, Bob Allen, considerou Savile um psicopata, afirmando: "Muitos funcionários disseram que ele deveria estar atrás das grades." Allen também disse que certa vez denunciou Savile ao seu supervisor por aparente conduta imprópria com um jovem, mas nenhuma ação foi tomada. Psicólogos do The Guardian e do The Herald argumentaram que Savile exibia a tríade sombria de traços de personalidade: narcisismo, maquiavelismo e psicopatia.
A propriedade de Savile, que se acredita valer cerca de £ 4–4,3milhões, foi congelado pelos seus executores, o banco NatWest, tendo em vista a possibilidade de aqueles que alegam terem sido agredidos por Savile poderem reclamar uma indemnização. Depois que "uma série de despesas" foram cobradas da propriedade, um restante de cerca de £3,3 milhões estavam disponíveis para compensar as vítimas, sendo dada prioridade às vítimas que não tinham reclamação contra outra entidade (como a BBC ou o Serviço Nacional de Saúde), e todas as vítimas limitadas a uma reclamação máxima de £60.000 contra todas as entidades combinadas. O esquema de compensação foi aprovado no final de 2014 pelos tribunais.
A maioria das honras de Savile foram rescindidas após as acusações de abuso sexual. Como o título de cavaleiro expira quando o titular morre, ele não pode ser revogado postumamente. Os episódios do Top of the Pops apresentados por ele não se repetem.

Em 26 de junho de 2014, o Secretário de Estado da Saúde do Reino Unido, Jeremy Hunt, apresentou um pedido público de desculpas na Câmara dos Comuns aos pacientes do Serviço Nacional de Saúde vítimas de abusos por Savile. Ele confirmou que as reclamações foram apresentadas antes de 2012, mas foram ignoradas pelo sistema burocrático:
“Savile era um predador insensível, oportunista e perverso que abusou e estuprou indivíduos, muitos deles pacientes e jovens, que esperavam e tinham o direito de esperar estar seguros. Suas ações abrangeram cinco décadas – da década de 1960 a 2010. .. Naquela época, como nação, tínhamos Savile em nosso afeto como um tesouro nacional um tanto excêntrico, com um forte compromisso com causas de caridade. Os relatórios de hoje mostram que, na realidade, ele era um abusador sexual doentio e prolífico que explorou repetidamente a confiança de uma nação para seus próprios propósitos vis."
Em abril de 2022, a Netflix lançou um documentário em duas partes, Jimmy Savile: A British Horror Story, encomendado à 72 Films. Cobriu a vida e a carreira de Savile, o seu histórico de abusos sexuais e o escândalo que ocorreu após a sua morte em 2011, quando foram levantadas inúmeras queixas sobre o seu comportamento.

### Dramatização
Em outubro de 2020, a BBC anunciou uma minissérie com o título provisório The Reckoning, destinada a recontar a ascensão de Savile à fama e o escândalo de abuso sexual que surgiu após sua morte. Esperava-se que o drama fosse transmitido pela BBC em 2022, mas acabou sendo lançado em outubro de 2023. Uma fonte disse: “O drama em quatro partes está sendo editado de forma meticulosa e cuidadosa, para não criar mais dor e sofrimento para as vítimas de Savile”.
O escritor Neil McKay e o produtor Jeff Pope já haviam trabalhado juntos em dramatizações sobre os assassinatos de Fred West, o desaparecimento de Shannon Matthews e os assassinatos de Stephen Port. Em setembro de 2021, Steve Coogan foi escalado como Savile; ele disse que não tomou a decisão levianamente e que foi uma "história horrível que - por mais angustiante que seja - precisa ser contada".

## Honras e prêmios
- Nas Honras de Ano Novo de 1972, Savile foi nomeado Oficial da Mais Excelente Ordem do Império Britânico,[212] com direito a acrescentar OBE ao seu nome.
- Nas honras de aniversário da rainha de 1990, Savile foi nomeado Knight Bachelor "por serviços de caridade",[213] com direito a usar o prefixo honorífico Sir. A primeira-ministra Margaret Thatcher fez quatro tentativas para que ele fosse nomeado cavaleiro antes de ter sucesso em seu último ano de mandato.[214] Após as alegações de abuso sexual, o primeiro-ministro britânico David Cameron sugeriu em outubro de 2012 que seria possível que as honras de Savile fossem rescindidas pelo Comitê de Confisco de Honras. Um porta-voz do Gabinete disse que não havia procedimento para revogar postumamente uma OBE ou título de cavaleiro, já que essas honras expiram automaticamente quando uma pessoa morre, mas que o comitê pode considerar a introdução de um processo para fazê-lo à luz do caso de Savile.[215] Em 30 de setembro de 2021, o Comitê de Confisco publicou uma declaração no The London Gazette afirmando que "o Diretor do Ministério Público declarou que os processos criminais deveriam ter ocorrido durante sua vida, com base nas evidências" e confirmou que "se James Wilson Vincent Savile tivesse sido condenado pelos crimes de que é acusado, o processo de confisco teria sido iniciado."[216]
- Savile foi homenageado com o título de cavaleiro papal ao ser nomeado Cavaleiro Comandante da Pontifícia Ordem Equestre de São Gregório Magno (KCSG) pelo Papa João Paulo II em 1990.[217] Depois que o escândalo estourou, a Igreja Católica na Inglaterra e no País de Gales pediu à Santa Sé que considerasse retirar a honra de Savile. Em outubro de 2012, o Padre Federico Lombardi disse à BBC News: "A Santa Sé condena firmemente os horríveis crimes de abuso sexual de menores, [e a honra], à luz de informações recentes, certamente não deveria ter sido concedida... Como não existe Qualquer lista oficial permanente de pessoas que receberam honras papais no passado, não é possível riscar ninguém de uma lista que não existe. Os nomes dos destinatários das honras papais não aparecem no Anuário Pontifício e a honra expira com a morte do indivíduo”.[218]
- Savile foi membro honorário do Royal College of Radiologists (FRCR).[219]
- Savile recebeu a Cruz do Mérito da Ordem pro merito Melitensi.[220]

### Honras retiradas
Considera-se que muitas honrarias cessam com a morte do titular; algumas das honras de Savile foram consideradas não mais aplicáveis e não precisaram ser rescindidas. Em outros casos, as honras foram retiradas ou removidas das listas:
- Na década de 1970, Savile recebeu uma Green beret honorária da Royal Marines por completar a marcha rápida do Royal Marine Commando, 48km através de Dartmoor carregando 14kg do kit.[223] Após as denúncias de abuso infantil, o prêmio não foi revogado, pois essa honra expira com a morte do fuzileiro naval. No entanto, os Royal Marines ordenaram que qualquer certificação concedida a Savile ou menção ao nome de Savile em seus registros fosse eliminada imediatamente.[224]
- Savile recebeu um doutorado honorário em direito (LLD) pela Universidade de Leeds em 1986,[225] que foi revogado em 2012.[226]
- Savile recebeu um doutorado honorário da Universidade de Bedfordshire em 2009, que foi rescindido postumamente em outubro de 2012.[227]
- Savile foi nomeado Freeman do Borough of Scarborough em 2005.[228] Esta homenagem foi removida em novembro de 2012.[229]

## Filmografia
| Ano                               | Título                      | Papel                  | Notas                                            |
| --------------------------------- | --------------------------- | ---------------------- | ------------------------------------------------ |
| 1959–1979                         | Juke Box Jury               | Painelista             | 22 episódios                                     |
| 1960                              | Young at Heart              | Apresentador           | Ao lado de Valerie Masters                       |
| 1961–1964                         | Thank Your Lucky Stars      | DJ convidado           | 11 episódios                                     |
| 1964–1984, 1988, 2001, 2003, 2006 | Top of the Pops             | Apresentador           |                                                  |
| 1969                              | Songs of Praise             | Apresentador convidado | 1 episódio                                       |
| 1969                              | Pop Go The Sixties          | Co-apresentador        | Especial para TV; Ao lado de Elfi von Kalckreuth |
| 1973–1974                         | Clunk, Click                | Apresentador           |                                                  |
| 1975–1994                         | Jim'll Fix It               | Apresentador           |                                                  |
| 1979–2009                         | This Is Your Life           | Convidado              | 8 episódios                                      |
| 2000                              | When Louis Met Jimmy        | Ele mesmo              |                                                  |
| 2006                              | Celebrity Big Brother       | Companheiro convidado  | 2 episódios                                      |
| 2007                              | Jim'll Fix It Strikes Again | Apresentador           |                                                  |

## Outros trabalhos

### Livros
- Savile, Jimmy. As it Happens, ISBN 0-214-20056-6, Barrie & Jenkins 1974 (autobiografia)
- Savile, Jimmy. Love is an Uphill Thing, ISBN 0-340-19925-3, Coronet 1976 (edição em brochura de As it Happens)
- Savile, Jimmy. God'll Fix It, ISBN 0-264-66457-4, Mowbray, Oxford 1979

### Gravações
- 1962, "Ahab the Arab" com Brian Poole and the Tremeloes. Decca, F11493 (single)[230]